# Эталь (Франция)
Эта́ль (фр. Étalle) — коммуна во Франции, находится в регионе Шампань — Арденны. Департамент — Арденны. Входит в состав кантона Рокруа. Округ коммуны — Шарлевиль-Мезьер.
Код INSEE коммуны — 08155.
Коммуна расположена приблизительно в 190 км к северо-востоку от Парижа, в 100 км севернее Шалон-ан-Шампани, в 22 км к северо-западу от Шарлевиль-Мезьера.

## Население
Население коммуны на 2008 год составляло 91 человек.
| 1962 | 1968 | 1975 | 1982 | 1990 | 1999 | 2008 |
| ---- | ---- | ---- | ---- | ---- | ---- | ---- |
| 107  | 115  | 105  | 89   | 81   | 71   | 91   |

## Экономика
В 2007 году среди 51 человека в трудоспособном возрасте (15—64 лет) 42 были экономически активными, 9 — неактивными (показатель активности — 82,4 %, в 1999 году было 70,0 %). Из 42 активных работали 39 человек (25 мужчин и 14 женщин), безработными были 3 женщины. Среди 9 неактивных 1 человек был учеником или студентом, 4 — пенсионерами, 4 были неактивными по другим причинам.

## Фотогалерея
- Церковь
- Мэрия
- Въезд в Эталь
- Памятник погибшим в Первой мировой войне